# グローファーズ
グローファーズ（英: Grofers India Private Limited）は、インドハリヤーナー州グルグラムに本社を置く、ハイパーローカルデリバリーと呼ばれる地域よりもさらにせまい範囲の店舗から顧客に対して食料品デリバリーサービスである。元々はBtoB向けであったが現在はBtoCを中心としている。

## 概要
Grofersはモバイルアプリで注文するとバイク便が提携先の店舗に向かい商品を受け取り90分以内または任意の時間に届けてくれるサービスである。インドでは外資規制の影響によりコンビニエンスストアのようないろいろな物を取り扱う店舗は稀で、キラナと呼ばれる家族経営の零細雑貨店が多い。店舗ごとの品揃えが悪いため買い物で欲しい物を揃えるには何軒も店舗を立ち寄りレジの順番を待つ必要があったり、冷蔵設備がないので生鮮食料品の鮮度が悪いといった問題を抱えていた。また、都市部では交通渋滞がひどく週末にショッピングモールへ買い出しに行くことも困難であった。Grofersはそういった買い物事情の問題を解決する手段の1つとなっている。

Grofersはアーグラ、アフマダーバード、バンガロール、ボーパール、ブバネーシュワル、チャンディーガル、チェンナイ、デリー、グルグラム、ハイデラバード、インドール、ジャイプル、カーンプル、コーチ、コルカタ、ラクナウ、ルディヤーナー、ナーグプル、ノイダ、マドゥライ、ムンバイ、プネー、ラーンチー、スーラト、ヴァドーダラーの25都市でサービスを行っている。（2018年7月現在）

## 沿革
- 2013年12月27日 - Albinder DhindsaとSaurabh Kumarにより設立
- 2015年2月26日 - シリーズAラウンドでセコイア・キャピタル、タイガーグローバルより1,000万ドル調達
- 2015年4月10日 - MyGreenBoxを買収[4]
- 2015年4月14日 - シリーズBラウンドでセコイア・キャピタルより3,500万ドル調達
- 2015年10月27日 - TownrushとSpoonJoyを買収[5]
- 2015年11月26日 - シリーズCラウンドでソフトバンク、セコイア・キャピタル、タイガーグローバルより1億2,000万ドル調達[6]
- 2017年12月25日 - シリーズDラウンドでGrofers Internationalより1,400万ドル調達
- 2018年3月16日 - シリーズEラウンドでソフトバンク、タイガーグローバルより6,150万ドル調達[7]